# リッチー・ヘブンス

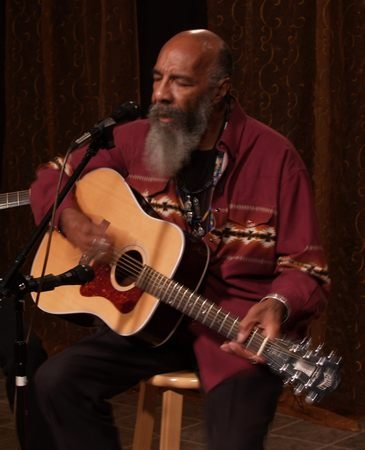
リッチー・ヘヴンス（2006年）

リッチー・ヘヴンス（Richie Havens、1941年1月21日 - 2013年4月22日）は、アメリカ合衆国ニューヨーク出身のフォーク・シンガー、ギタリスト。

## 経歴
高速のカッティングを織り交ぜた非常に独創的なアコースティック・ギターの演奏が特徴で、アフロ・アメリカンのフォーク・シンガーという点でも珍しい存在だった。
1969年8月15日から17日までの3日間にわたってニューヨーク州サリバン郡ベセルで開かれた、歴史的な野外音楽フェスティバルであるウッドストック・フェスティバルでオープニングを務めたことで有名である。その熱唱は、映画『ウッドストック/愛と平和と音楽の三日間』（1970年）とライブ・アルバムWoodstock: Music from the Original Soundtrack and More（1970年）に収録された。
1972年には、ロンドン交響楽団とイギリス室内合唱団によるロック・オペラ『トミー』のアルバム制作とコンサートに客演して、サニー・ボーイ・ウィリアムソンの「光を与えて」を歌った。
2013年、ニュージャージー州ジャージーシティの自宅で心臓発作のため死去。72歳没。BBCは彼の死を"Woodstock icon Richie Havens dies."（「ウッドストックの象徴、リッチー・ヘヴンス死去」）と伝えた。

## ディスコグラフィ

### スタジオ・アルバム
- 『ミックスド・バッグ』 - Mixed Bag (1966年)
- 『サムシング・エルス・アゲイン』 - Something Else Again (1968年)
- Electric Havens (1968年)
- The Richie Havens Record (1969年)
- 『リチャード・P・ヘヴンス 1983』 - Richard P. Havens, 1983 (1969年)
- Stonehenge (1970年)
- 『アラーム・クロック』 - Alarm Clock (1971年)
- The Great Blind Degree (1971年)
- Portfolio (1973年)
- Mixed Bag II (1974年)
- The End Of The Beginning (1976年)
- 『ミラージュ』 - Mirage (1977年)
- 『コネクションズ』 - Connections (1980年) ※旧邦題『絆 (きずな)』
- Common Ground (1984年)
- Simple Things (1987年)
- 『シングズ・ビートルズ&ディラン』 - Sings Beatles and Dylan (1987年)
- 『ナウ』 - Now (1991年)
- 『カッツ・トゥ・ザ・チェイス』 - Cuts to the Chase (1994年)
- Wishing Well (2002年)
- Grace of the Sun (2004年)
- Nobody Left to Crown (2008年)

### ライブ・アルバム
- Richie Havens on Stage (1972年)
- Live at the Cellar Door (1990年)
- Paris Live 1969 (2015年)

### コンピレーション・アルバム
- Collection (1987年)
- Résumé: The Best of Richie Havens (1993年)
- Classics (1995年)
- Time (1999年)
- The Millennium Collection (2000年)
- Dreaming as One: The A&M Years (2004年)
- High Flyin' Bird (2005年)
- My Own Way (2012年)